# Skjeberg Station
Skjeberg Station (Skjeberg stasjon) er en tidligere jernbanestation på Østfoldbanen, der ligger i byområdet Skjeberg i Sarpsborg kommune i Norge.
Stationen åbnede sammen med Østfoldbanen 2. januar 1879. Den blev fjernstyret 16. december 1974 og gjort ubemandet 10. juli 1978. Betjeningen med persontog ophørte 29. maj 1983, og den tidligere station fungerer nu som krydsningsspor. Stationsbygningen, der er opført i træ efter tegninger af Peter Andreas Blix, eksisterer stadig.